# SNPP
SNPP (англ. Simple Network Paging Protocol — простой сетевой пейджинговый протокол) — сетевой протокол, предназначенный для передачи сообщений для пейджеров в компьютерных сетях поверх TCP/IP. Описан в RFC 1861. Для передачи сообщений в мобильных сетях, непосредственно на пейджер, предназначен другой протокол — TAP (Telelocator Alphanumeric Protocol), SNPP же был разработан компанией PageMart в 1997 году, с целью предоставления корпоративным клиентам услуги отправления сообщений на пейджер с персонального компьютера через Internet-шлюз. Протокол также часто используется для обмена сообщениями между TAP-серверами.
Стандартным для серверов SNPP является порт 444. Протокол использует текстовый формат команд, каждая команда должна оканчиваться кодом перевода каретки и новой строки. К серверу SNPP относительно легко подключиться через telnet-клиент. Для использования в perl-скриптах доступен CPAN-модуль Net::SNPP.
Дальнейшим развитием этого протокола является протокол WCTP (Wireless Communications Transfer Protocol), использующий XML-формат пакетов и реализованный поверх HTTP.